# Живојин Врачарић
Живојин Врачарић (Осијек, 21. децембар 1951) је бивши југословенски и српски одбојкаш, репрезентативац Југославије. 

## Биографија
Живојин Врачарић је рођен 21. децембра 1951. године у Осијеку, а недуго по рођењу преселио се са породицом у Трпињу, одакле му породица води порекло. Са 6 година сели се у Вуковар. Основну и средњу текстилну школу завршио је у Вуковару. Као студент, 1963. године почео је да тренира одбојку у Одбојкашком клубу Вуковар. Једно време је тренирао и кошарку, али су га успех и популарност женског одбојкашког клуба на крају навели да одабере спорт.

### Играчка каријера
Први пут за јуниорску репрезентацију Југославије наступио је 1969. године, када је привукао пажњу тренера омладинаца Андрије Страхоње. Са репрезентацијом је 1970. године учествовао на првенству Балкана, а 1971. на Европском јуниорском првенству у Шпанији, где је освојио 5. место. Запаженим наступима у ОК Вуковар, који се 1969. пласирао у Другу савезну лигу, постао је занимљив другим клубовима. Године 1970. прелази на ријечки Кварнер, где осваја 3. место, а следеће сезоне бори се за првенство Југославије. Од 1971. године постаје члан сениорске репрезентације Југославије. На Медитеранским играма у Измиру 1971. освојио је златну медаљу. Године 1973. прешао је у Јединство из Старе Пазове, а две године касније у Црвену звезду из Београда, са којом је 1975. освојио Куп Југославије у одбојци. Исте године је са репрезентацијом освојио бронзану медаљу на Европском првенству у Београду, када је уврштен у идеалну шесторку шампионата. Следеће године је са Црвеном звездом освојио друго место у домаћем првенству. Након тога се вратио у родни град и почео да игра за ОК Борово (који се потом спојио са ОК Вуковар). Са Боровом је играо квалификације за улазак у Прву лигу, али без успеха. У то време био је једини друголигаш који је био у репрезентацији. Са репрезентацијом је 1976. године учествовао у квалификацијама за Олимпијске игре. Године 1977. на Европском првенству у Хелсинкију са репрезентацијом заузима 7. место. Из Борова прелази у ОК Жељезничар Осијек, где остаје до краја каријере, 1986. године.
За репрезентацију Југославије одиграо је укупно 210 утакмица. Одиграо је 14 утакмица на два европска првенства. Одиграо је 6 утакмица за јуниорску репрезентацију на Европском првенству.

### Тренерска каријера
Док је активно играо за Жељезничар, постао је секретар Одбојкашког савеза општине Осијек и на тој функцији остао до августа 1991. године, када је због рата напустио Осијек. Завршио је Вишу одбојкашку тренерску школу у Загребу. По преласку у Београд постао је помоћни тренер првог тима Црвене звезде, а касније и тренер Женског одбојкашког клуба Војводина из Новог Сада. Године 1992. враћа се у Вуковар, где учествује у формирању мушког и женског одбојкашког клуба, као и формирању Одбојкашког савеза Крајине. Преузео је дужност тренера словеначког тима ОК Шоштањ Тополшица 2006. године.

### Остало
Године 1995, на прослави 50. годишњице Спортског друштва Црвена звезда, уврштен је у 5 најбољих одбојкаша клуба свих времена. Влада Републике Србије је 2007. године донела Решење којим се додељују спортске пензије заслужним спортистима, међу којима је и Живојин Врачарић.

### Породица
Живојин Врачарић је ожењен и има два сина: Александра и Срђана, који се такође баве одбојком. Године 1991, током рата, доживео је породичну трагедију када су његове родитеље Милицу и Драгољуба 16. новембра хрватски војници извели из склоништа и стрељали на железничкој станици у Боровом насељу. Мајка му је преминула на лицу места, док је отац, упркос бројним ранама на глави, преживео и побегао. За овај злочин нико није одговарао.

## Успеси
Црвена звезда
- Куп СФР Југославије (1) : 1975.

Југославија
- Бронза на Европском првенству 1975. Југославија.
- Злато на Медитеранским играма у Измиру 1971.